# Ștefan Barbu
Ștefan Barbu, född den 2 mars 1908, död den 30 juni 1970, var en rumänsk fotbollsspelare.

## Klubbkarriär
Barbu spelade som ung i sin hemort Arad, men flyttade 1927 till Bukarest för spel i CFR Bucuresti. Han spelade där i tre år innan han flyttade tillbaka till Arad i några år. 1933 flyttade han åter tillbaka till Bukarest och CFR som då hade bytt namn till det nuvarande FC Rapid Bucuresti. Där blev han kvar i fem år och han vann under den tiden den rumänska cupen tre gånger och blev skyttaligavinnare i Liga I 1935/1936. 1938 flyttade Barbu återigen tillbaka till Arad och han blev sedan kvar där tills han slutade karriären 1941. Efter karriären som fotbollsspelare blev Barbu fotbollsdomare under 15 år.

## Landslagskarriär
Barbu debuterade för det rumänska landslaget 1927 endast 19 år gammal i en match mot Polen som slutade 3-3. Han blev 1930 uttagen till den rumänska VM-truppen till det första världsmästerskapet i fotboll 1930 i Uruguay. Han spelade i båda gruppspelsmatcherna mot Peru och värdnationen Uruguay. Rumänien gick inte vidare från gruppen, men Barbu gjorde Rumäniens ledningsmål till 2-1 i matchen mot Peru. Det gör Barbu till den andre rumänske målskytten i VM genom tiderna. Barbu spelade sin sista landskamp senare samma år mot Bulgarien.